# Инова седефица
Инова седефица (лат. Brenthis ino) врста је лептира из породице шаренаца (лат. Nymphalidae).

## Опис
Слична је карираној седефици од које је знатно мања. Са сигурношћу је можете распознати по једнобојном жучћкастом централном пољу са доње стране задњих крила. Типично станиште за њу су сувље, напуштене ливаде окруженее ретком шумом или жбуњем. Широко је распрострањена у северној Европи, али се у јужној налази само локално. Доња страна задњих крила је контрастна. Централно поље једнобојно.

## Биљка хранитељка
Биљка хранитељка је биљка суручица (Filipendula ulmaria).

### Животни циклус
Врста презимљава као формирана гусеница првог ступња, али још увек у омотачу јајета. Гусенице еклодирају у пролећним месецима и зреле су с почетком лета. Преко дана се крију на тлу, а хране се крепускуларно. Светло су смеђег интегумента, дугих сколуса, и изражене двоструке медиодорзалне линије.  Одрасле јединке лете у јуну и јулу.